# Olaus Petri

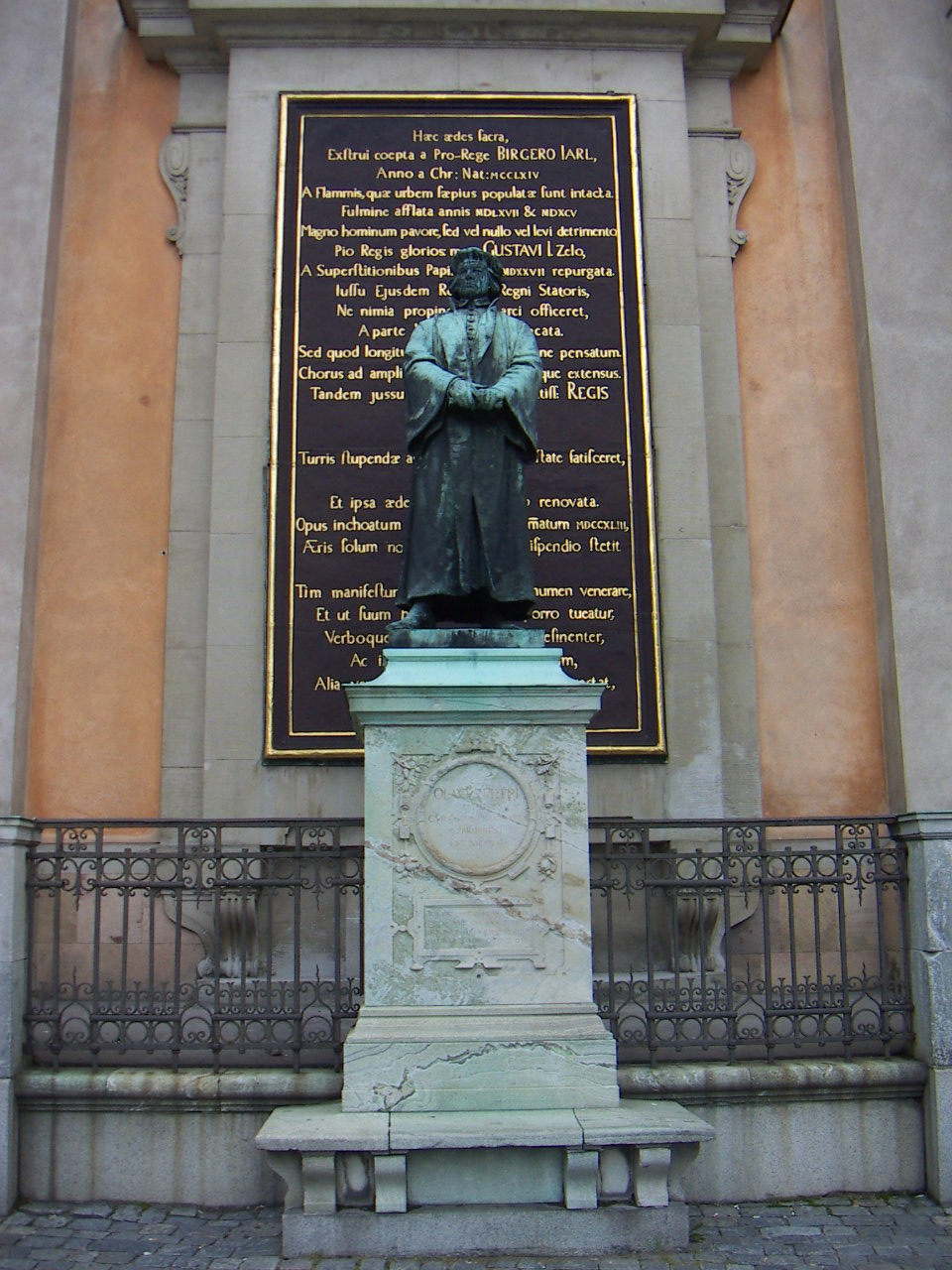
standbeeld van Olaus Petri voor Storkyrkan in Stockholm

Olof Petersson, beter bekend onder zijn gelatiniseerde naam Olaus Petri, (Örebro, 6 januari 1493 – Stockholm, 19 april 1552) was een Zweeds kerkhervormer, humanist en geschiedschrijver. Hij speelde een belangrijke rol bij de protestantse reformatie in Zweden. Zijn broer Laurentius was in 1531 de eerste aartsbisschop van de lutherse Zweedse Kerk.
Petri studeerde in Uppsala, Leipzig en tussen 1516 en 1518 in Wittenberg. In de laatste stad maakte hij kennis met de ideeën van de kerkhervormers Maarten Luther en Philipp Melanchthon. Na zijn terugkeer in Zweden begon Olaus Petri de lutherse leer te prediken. In 1524 werden Olaus en Laurentius Petri door de rooms-katholieke Kerk geëxcommuniceerd vanwege hun ketterse opvattingen. 
Gustaaf Wasa (1496-1560) besteeg in 1523 de troon als eerste vorst van het Huis Wasa. De koning leefde in onmin met paus Clemens VII over de benoeming van Johannes Magnus tot aartsbisschop en steunde de kerkelijke hervormingsbeweging. In 1531 brak Gustaaf Wasa met Rome en benoemde Laurentius Petri tot aartsbisschop van Uppsala. 
Olaus Petri maakte carrière binnen het koninklijke bestuursapparaat en fungeerde in 1531 korte tijd als kanselier. Petri viel in 1539 echter in ongenade vanwege zijn kritiek op het tirannieke bewind van Gustaaf Wasa en werd een jaar later ter dood veroordeeld. Het vonnis werd echter omgezet in een zware boete en Olaus Petri verkreeg een functie als predikant van de domkerk van Stockholm.
Samen met zijn broer ijverde Olaus Petri actief voor de verbreiding van het nieuwe geloof. Olaus was vooral als literator belangrijk. Hij nam een groot deel van de Bijbelvertaling in het Zweeds voor zijn rekening en schreef hymnes, liturgieën, psalmboeken en tal van polemische geschriften. Als geschiedschrijver was hij vernieuwend door zijn kritische brongebruik en empirische benadering. 
Olaus Petri is de hoofdpersoon van August Strindbergs toneelstuk Mäster Olof. 
- Bibsys: 90516994
- Bibliothèque nationale de France: cb12079356h (data)
- CiNii: DA09243500
- Gemeinsame Normdatei: 118740369
- International Standard Name Identifier: 0000 0000 8122 5156
- Library of Congress Control Number: n90700674
- Nationale Bibliotheek van Letland: 000190194
- MusicBrainz: cc1be49a-40f8-4566-90ad-237af5bb7550
- Nationale bibliotheek van Australië: 52243887
- Nederlandse Thesaurus van Auteursnamen: 070920656
- Réseau des bibliothèques de Suisse occidentale: 02-A013098939
- LIBRIS: 196270
- Système universitaire de documentation: 027779572
- Trove: 1525050
- Virtual International Authority File: 44323232